# Chris Hedquist
Christopher Hedquist (* 6. April 1980 in Salt Lake City) ist ein US-amerikanischer Skeletonfahrer.
Chris Hedquist debütierte als Neuntplatzierter international bei den Skeleton-Nordamerikameisterschaften 2003 im Dezember 2002 in Park City. Kurz darauf wurde er Vizemeister bei den US-Juniorenmeisterschaften hinter Caleb Smith und Vierter bei den Juniorenweltmeisterschaften 2003 in Königssee. Im Dezember 2003 gab er zunächst als Drittplatzierter sein Skeleton-Europacup-Debüt in Altenberg, anschließend in Calgary beim America’s Cup, wo er zweimal Zweiter hinter Zach Lund wurde. Im März 2004 folgte der Gewinn der Bronzemedaille bei den nationalen Meisterschaften der USA. Zudem gewann er in der Saison 2003/04 die Gesamtwertung im Europacup vor den Deutschen Michi Halilovic und Matthias Biedermann.
Im November 2004 gewann Hedquist sein erstes America’s-Cup-Rennen in Calgary. Im Januar 2005 folgte der Gewinn bei der Universiade. Im November des Jahres gewann Hedquist ein Europacuprennen in Igls. Es folgten vier Siege bei America’s-Cup-Rennen in Folge und im Januar 2006 das Skeleton-Weltcup-Debüt als 15. in Altenberg. Die America’s-Cup-Saison 2004/05 beendete er als Zweitplatzierter hinter Brady Canfield, die folgende Saison als Drittplatzierter. Die Qualifikation für die Olympischen Spiele 2006 in Turin verpasste Hedquist knapp. Seit der Saison 2006/07 startet er regelmäßig im Weltcup. Bestes Ergebnis war bislang ein fünfter Platz im Dezember 2006 in Lake Placid. Im Gesamtweltcup belegte er den siebten Rang. 2007 trat er auch erstmals bei Skeleton-Weltmeisterschaften an und wurde in St. Moritz Zwanzigster.